# الدوري التشيكوسلوفاكي 1972–73
الدوري التشيكوسلوفاكي 1972–73 هو الموسم 66 من الدوري التشيكوسلوفاكي ‏. أشرف على تنظيمه اتحاد جمهورية التشيك لكرة القدم، وكان عدد الأندية المشاركة فيه 16، وفاز فيه نادي سبارتاك ترنافا.